# Margaret Abbott
Margaret Ives Abbott (Calcutá, 15 de Junho de 1878 – 10 de Junho de 1955) foi uma golfista indiana naturalizada estadunidense.
Foi a primeira mulher campeã olímpica dos Estados Unidos, ao conquistar a medalha de ouro nas olímpádas de Paris de 1900.
Era casada com o humorista estadunidense Finley Peter Dunne.

## Legado
Abbott nunca percebeu que ela participou e se tornou a primeira mulher americana a vencer um evento olímpico.Predefinição:Sfnmp Ela não era bem conhecida até Paula Welch, uma professora da Universidade da Flórida e membro do Conselho Diretor das Olimpíadas, pesquisar sobre sua vida durante os anos 1970, quando viu Abbott mencionada como campeã olímpica em 1973. Welch passou uma década examinando artigos de jornais que mencionavam os sucessos de Abbott em várias competições de golfe.Predefinição:Sfnmp Em meados dos anos 1980, ela entrou em contato com Philip, filho de Abbott, informando-o sobre a vitória olímpica de sua mãe.Predefinição:Sfnmp Analisando as razões de sua obscuridade, Welch disse: "Não tínhamos a cobertura que temos hoje [...] Ela voltou. Ela se casou. Ela criou sua família. Ela jogou um pouco de golfe, mas realmente não o seguiu em torneios."
Escrevendo para a Golf Digest em 1984, Philip escreveu: "Não é todo dia que você descobre que sua mãe foi uma campeã olímpica, mais de 80 anos depois dos fatos. A própria campeã havia nos dito apenas que ela havia vencido o campeonato de golfe de Paris."Predefinição:Sfnmp Em 1996, Abbott foi a atleta em destaque das Olimpíadas de 1900 no programa oficial dos jogos de Atlanta. Após 1904, o golfe não foi incluído nos Jogos Olímpicos até as Olimpíadas de Verão de 2016. Em 2018, o The New York Times publicou o obituário tardio dela.